# منطقه ادلب
منطقه ادلب (به عربی:منطقة ادلب) یکی از منطقه‌های استان ادلب در سوریه است. بر اساس سرشماری سال ۲۰۰۴ این منطقه ۳۸۲٬۹۲۸ نفر جمعیت داشت. مرکز این منطقه شهر ادلب است.

## تقسیمات اداری
منطقه ادلب به ۷ بخش یا ناحیه تقسیم می‌شود. جمعیت بخش‌های آن طبق سرشماری سال ۲۰۰۴:
بخش ادلب (ناحیة ادلب):۱۲۶٬۲۸۴ نفر.
بخش ابو الظهور (ناحیة أبو الظهور):۳۸٬۸۶۹ نفر.
بخش بنش (ناحیة بنش):۳۵٬۱۶۶ نفر.
بخش سراقب (ناحیة سراقب):۸۸٬۰۷۶ نفر.
بخش تفتناز (ناحیة تفتناز):۲۴٬۱۴۵ نفر.
بخش معرتمصرین (ناحیة معرتمصرین):۵۷٬۸۵۹ نفر.
بخش سرمین (ناحیة سرمین):۱۴٬۵۳۰ نفر.